# Limnebius kweichowensis
Limnebius kweichowensis är en skalbaggsart som beskrevs av Pu 1951. Limnebius kweichowensis ingår i släktet Limnebius och familjen vattenbrynsbaggar. Inga underarter finns listade i Catalogue of Life.